# Északír parlament
Az északír parlament (írül: Tionól Thuaisceart Éireann; ulsteri skótul: Norlin Airlan Assemblie), amelyet gyakran csak a Stormont metonímiával emlegetnek, Észak-Írország decentralizált törvényhozása. Hatáskörrel rendelkezik számos olyan területen, amelyek nincsenek kifejezetten az Egyesült Királyság parlamentjének fenntartva, és kinevezheti az északír kormányt.
A parlament egy egykamarás, demokratikusan megválasztott testület, amely 90 tagból áll, akik a "törvényhozó gyűlés tagjaiként" (MLA) ismertek. A tagokat az arányos képviselet átruházható szavazati formája (STV-PR) szerint választják meg. A parlament viszont a D’Hondt-módszer szerinti hatalommegosztás elve alapján választja ki az északír kormány legtöbb miniszterét, így biztosítva Észak-Írország legnagyobb szavazótömbjei, a brit unionisták és az ír nacionalisták közötti, nagyjából egyenlő részvételt a végrehajtói hatalmi pozíciókban.
Az északír parlament az 1998-as nagypénteki egyezmény alapján jött létre. A megállapodás célja az volt, hogy véget vessenek az Észak-Írországban 30 éve tartó erőszakos zavargásoknak.
Az első parlamenti választást 1998 júniusában tartották.

## A parlament  funkciói és hatásköre
A Stormontnak jogalkotói hatásköre és felelőssége is van az észak-írországi végrehajtó testület megválasztásában. Az első minisztert és az elsőminiszter-helyettest kezdetben közösségek közötti szavazás alapján választották meg, bár ez 2006-ban megváltozott, és most a legnagyobb és a második legnagyobb parlamenti tömb (értsd: „unionisták” vagy „nacionalisták”) közül a legnagyobb párt (jelen esetben a DUP) választ ki egy arra alkalmas politikust. Az igazságügyi minisztert parlamenti pártok közötti megállapodással nevezik ki. A további hét miniszteri posztot nagyjából a  pártok mandátumhányada alapján fogják betölteni D’Hondt-módszerrel.
Az Északír Parlament aktusai, akárcsak a többi alárendelt törvényhozáséi bíróságon felülvizsgálhatóak. A törvény hatályon kívül helyezhető, ha a bíróságon azt állapítják meg, hogy:
- a Parlament túllépte hatáskörét;
- a parlament által meghozott törvény összeegyeztethetetlen az emberi jogokról szóló európai egyezményben kodifikált emberi jogokkal; vagy diszkriminálnak egyéneket politikai véleményük vagy vallási meggyőződésük alapján.

### Decentralizálás által átruházott ügyek
Az átruházott ügy definíciója szerint "minden olyan ügy, amely nem tartozik kivételes vagy fenntartott ügyek közé". Ezért nincs teljes lista az átruházott ügyekről, de ezek az észak-írországi végrehajtó miniszterek felelősségi körébe kerültek, csoportosítás céljából:
- Mezőgazdaság, környezetvédelmi és vidéki ügyek
- Közösségi ügyek
- Gazdasággal kapcsolatos ügyek
- Oktatással kapcsolatos ügyek
- Pénzüggyel kapcsolatos ügyek
- Egészségüggyel kapcsolatos ügyek
- Infrastruktúrával kapcsolatos ügyek
- Igazságszolgáltatással kapcsolatos ügyek
- Az első miniszter és az elsőminiszter-helyettes megválasztásával kapcsolatos ügyek

### Fenntartott ügyek
A fenntartott kérdéseket az 1998-as észak-írországi törvény 3. jegyzéke vázolja:
- Navigációval (beleértve a kereskedelmi szállítást) kapcsolatos ügyek
- Polgári repüléssel kapcsolatos ügyek
- Az előpart, a tengerfenék és az altalaj, valamint ezek természeti erőforrásaival kapcsolatos ügyek
- Postai szolgáltatásokkal kapcsolatos ügyek
- Import- és exportellenőrzések, külkereskedelemmel kapcsolatos ügyek
- Országos minimálbérrel kapcsolatos ügyek
- Pénzügyi szolgáltatásokkal kapcsolatos ügyek
- Pénzügyi piacokkal kapcsolatos ügyek
- Szellemi tulajdonnal kapcsolatos ügyek
- Mértékegységekkel kapcsolatos ügyek
- Távközlés, műsorszórás és internetes szolgáltatásokkal kapcsolatos ügyek
- A nemzeti lottóval kapcsolatos ügyek
- Xenotranszplantációval kapcsolatos ügyek
- Béranyasággal kapcsolatos ügyek
- Emberi megtermékenyítéssel és embriológiával kapcsolatos ügyek
- Az emberi genetikával kapcsolatos ügyek
- A fogyasztók biztonsága az árukkal kapcsolatban

### Kivételes ügyek
A kivételes ügyeket az 1998. évi észak-írországi törvény 2. jegyzéke tartalmazza:
- A koronával kapcsolatos ügyek
- Parlamenttel kapcsolatos ügyek
- Nemzetközi kapcsolatok
- Védelemmel kapcsolatos ügyek
- Bevándorlás és állampolgárság
- Adózással kapcsolatos ügyek
- Állami biztosítással kapcsolatos ügyek
- Választásokkal kapcsolatos ügyek
- Valutával kapcsolatos ügyek
- Nemzetbiztonsággal kapcsolatos ügyek
- Nukleáris energiával kapcsolatos ügyek
- Világűrrel kapcsolatos ügyek
- Antarktiszi tevékenységekkel kapcsolatos ügyek

## Fordítás
Ez a szócikk részben vagy egészben  a   Northern Ireland Assembly című angol Wikipédia-szócikk ezen változatának fordításán alapul.  Az eredeti cikk szerkesztőit annak laptörténete sorolja fel. Ez a jelzés csupán a megfogalmazás eredetét és a szerzői jogokat jelzi, nem szolgál a cikkben szereplő információk forrásmegjelöléseként.